# Ptiloprora mayri
Ptiloprora mayri là một loài chim trong họ Meliphagidae.